# 금호강
금호강(琴湖江)은 대한민국 대구광역시를 돌아 흐르는 낙동강의 지류로서, 포항시 북구 죽장면 가사리의 가사령에서 발원하여 영천시 자양면·고경면과 중심시가지, 경산시 일대를 지나 대구광역시 달서구 파호동과 달성군 다사읍 죽곡리 경계인 옛 강창 나루터에서 낙동강 본류에 유입된다.
유역에 동서로 긴 띠 모양의 금호평야가 펼쳐졌는데, 낙동강 연안에 남북으로 펼쳐진 평야와 이어져서 '丁'자형을 이루는 대구분지의 일부가 된다. 대구·경산·영천의 금호강 유역은 유명한 대구 사과 산지의 핵심부를 이루며, 대구선이 금호강과 병행하여 뻗어 있고, 경부고속도로가 금호평야를 통과한다.

## 명칭 유래
《경북지명유래총람》에 '바람이 불면 강변의 갈대밭에서 비파(琴)소리가 나고 호수처럼 물이 맑고 잔잔하다' 하여 금호(琴湖)라 하였다.

## 개괄
고촌천 합류점부터 국가하천으로 지정하고 있다.

## 활용
금호강은 유역 농지의 81%를 수리안전답으로 가꾸고 있으며 영천시와 경산시 그리고 대구시의 식수를 공급하고 있다. 또한 맑았던 강은 유역 곳곳에 유원지를 만들어 도시시민들의 쉼터가 되었으나, 근래에는 주변에 들어선 공장들의 폐수로 강물이 오염되어 버렸다. 더럽혀진 강을 되살리자는 운동이 계속되고 있는데 맑은 물이 다시 흐르게 하여 잃어가는 유원지의 경관을 되찾자는 것이다. 맑은 물이 흘렀던 옛날에는 유원지마다 강바람을 따라 보트가 다니고 인근의 매운탕집 등이 성업하였다. 그 중에도 하양읍의 청천유원지, 대구의 동촌유원지, 팔달교의 밤숲, 강창나루터가 유명했다. 안동시의 임하댐에서 금호강 상류 영천댐을 잇는 도수로가 2001년에 완공되어 수질이 대폭 개선되었다. 최근에는 임하댐 도수로로 더 많은 물을 보낼 수 있는 도수로가 지어졌다.

## 지류
- 금호강의 지류는 가사천 - 자호천 - 하거천 합류 - 자양천 합류 - 상신천 합류 - (영천댐) - 임고천 합류, 금호강- 고촌천 합류 - 고경천 합류 - 신녕천 합류 - 대창천 합류 - 청통천 합류 - 오목천 합류 - 남천 합류 - 방천천 합류 - 불로천 합류 - 동화천 합류 - 신천 합류 - 팔거천 합류 - 달서천 합류 - 낙동강이 있다.

## 교량 목록
- 단포교
- 영록교
- 영화교
- 영동교
- 영천교
- 영서교 - 국도 제4호선
- 금호대교 - 국도 제4호선
- 거여철교 - 대구선
- 황정교
- 금창교 - 지방도 제909호선
- 하양교 - 지방도 제919호선
- 대부잠수교
- 잠수교
- 금호3교 - 경부고속도로
- 안심교
- 가천잠수교
- 금호강교 -중앙고속도로
- 범안대교 - 대구 4차순환선
- 화랑교(구.제2아양교) - 국도 제4호선
- 아양교
- 공항교(구.제3아양교)
- 금호2교 - 경부고속도로
- 금호1교 - 경부고속도로
- 산격대교
- 무태교
- 서변대교
- 조야교
- 노곡교
- 팔달교 - 국도 제4호선 · 국도 제5호선 · 국도 제25호선
- 매천대교
- 금호대교 - 중부내륙고속도로지선
- 와룡대교
- 지천철교 - 경부선 · 경부고속철도
- 해량교
- 세천교
- 강창교 - 국도 제30호선

- 단포교
- 산하교 - 영천상주고속도로
- 자호천교 - 국도 제28호선
- 양수교 - 지방도 제921호선
- 양항교 - 국가지원지방도 제69호선
- 대환교
- 선원교
- 평천교 - 국가지원지방도 제69호선
- 자호천교 - 새만금포항고속도로
- 삼매교
- 삼귀교
- 도일교
- 지동교 - 국가지원지방도 제69호선
- 논골교
- 입암2교 - 국도 제31호선
- 현내교
- 합덕교 - 국도 제31호선

## 통과 지역
- 포항시 - 영천시 - 경산시 - 대구광역시

## 같이 보기
- 한국의 강
- 대한민국의 지리